# パトリキウス

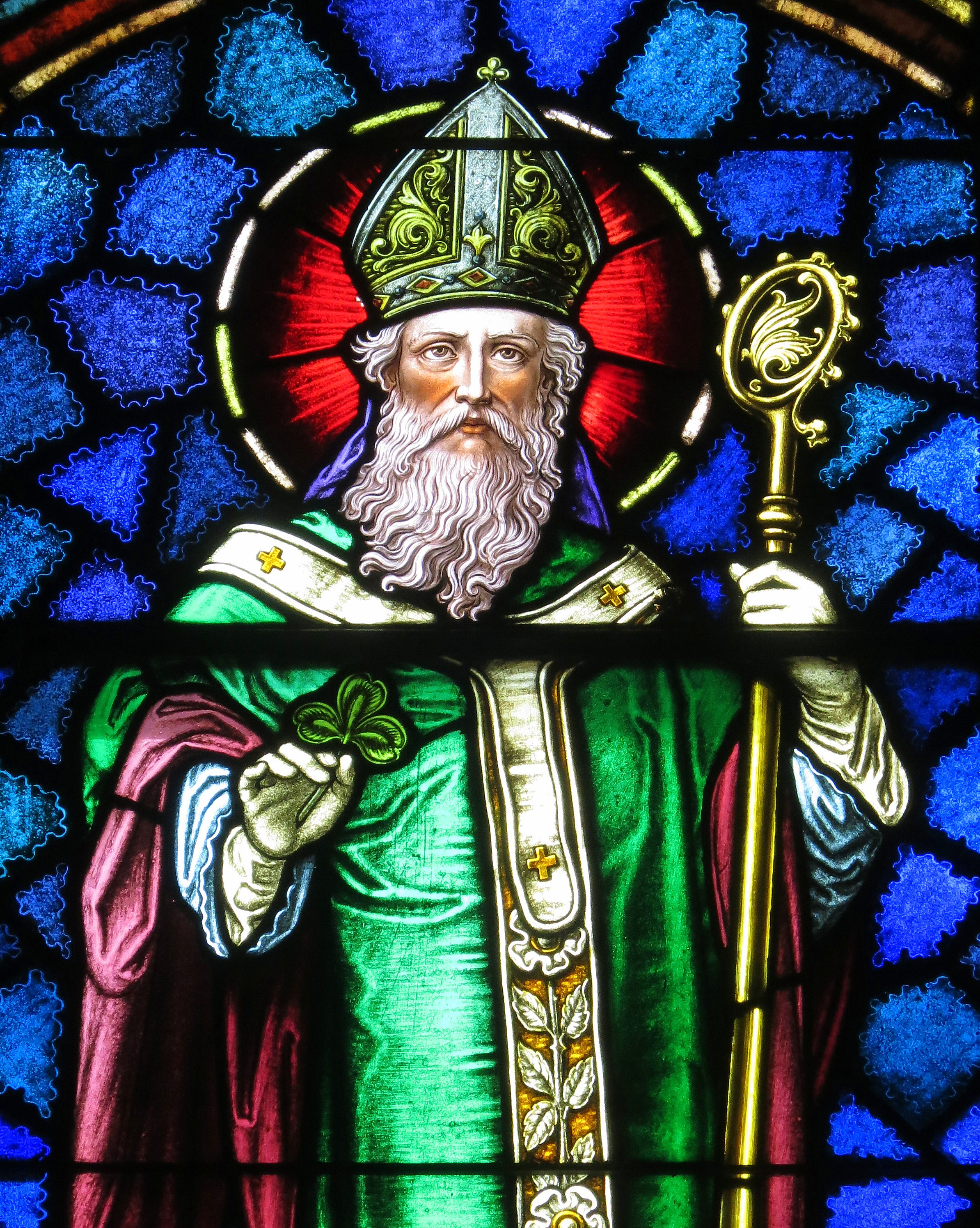
シャムロックの葉を手にしたパトリキウスのステンドグラス（米国オハイオ州聖パトリック教会）

聖パトリキウス（ラテン語: Sanctus Patricius、387年? - 461年3月17日）、聖パトリックは、アイルランドにキリスト教を広めた修道士、司教（主教）。カトリック教会・聖公会・ルーテル教会・正教会で聖人とされる。アイルランドでのキリスト教の始祖として仰がれ、「アイルランドの使徒」と呼ばれる。聖コルンバ（コルム・キル）、聖ブリギッドとともに、アイルランドの三守護聖人の筆頭格とされる。
日本のカトリック教会の聖人暦や、日本聖公会の小祝日などにおいても、しばしば英語名で聖パトリック (Saint Patrick) と呼ばれる。アイルランド語（ゲール語）では “Naomh Pádraig” と綴り、ニーヴ・ポーリクなどと発音する。正教会では教会スラヴ語でパトリキイ (Патри́кий) とも。

## 伝記
パトリキウスの生涯については、同年代の史料は残されておらず、パトリキウス自身が記述したと伝わるわずかなラテン語文書と、200年以上後に書かれた年代記等からの推測、そして数多の民間伝承から読み取るほかない。
パトリキウスは387年頃、西ローマ帝国ブリタンニア属州、恐らく現在の英国グレートブリテン島西部のウェールズで、ケルト人（ローマ人とも）の家庭に生まれた。場所は「バナベム・タバニアイ」(Bannavem Taburniae) と伝わるが、それがどこにあたるのかは現在まで特定されていない。一説にはニース・ポート・タルボットのバンウェンだという推測もある。両親ともキリスト教徒であり、母は「詩編」を教えた。16歳でアイルランドの海賊に拉致され、アイルランドに奴隷として売られてしまう。アイルランド（恐らくは北アイルランドのアントリム県）で6年間羊飼いとして働き、ある時「アイルランドにキリスト教を広めなさい」という神の召命を聞く。『告白』と題する一人称で書かれた文書が残っている。み告げに従い牧場を脱走して、およそ300キロメートルを歩き、通りがかりの船に乗って、故郷のウェールズへ戻った。
その後、キリスト教神学を学ぶためヨーロッパ大陸へ渡り、ガリア（フランス）のレランやオセールの修道院で、修道士としてオセールのゲルマヌスらに師事し学んだ。 
パトリキウスは、自分を奴隷として虐待したアイルランド人らに対する愛と伝道の使命を与えられたと家族らに話したが、反対を受けた。だが結局、ローマ司教チェレスティヌスから布教の命を受け、432年に宣教師・司教として再びアイルランドを訪れる。
ここでパトリキウスは、アイルランドの在来信仰を排斥するのではなく、キリスト教と在来信仰を融和させる形でキリスト教を布教したという。そのため、アイルランドでは以後一人の殉教者も出さず、急速にキリスト教が広まった。そして、アイルランドとスコットランドを中心とするブリテン諸島には、西方教会にありながらローマ・カトリック教会とは様々な点で異なり、初期には土着的特色のある信仰が育まれた。そのことは、太陽信仰の名残とも考えられる、十字架に円環を組み合わせたハイクロスに象徴される。
パトリキウスについてはいくつもの伝承が語られており、そのうち最も有名なものは、三つ葉のクローバーに似たシャムロックの葉を手にして「三位一体」の教義を説いたというもので、シャムロックはパトリキウスのシンボル、またアイルランドのシンボルともなっている。これも、在来信仰において「3」という数字が神聖視されていたことや、ケルト神話の「三組神」信仰がベースにあったため、アイルランド人にとって受け入れやすいモチーフであったとも考えられる。
444年、アルスター地方のアーマー（現在はイギリス領北アイルランド南部、アーマー県）に布教活動拠点となる教会を建てたと伝わり、「全アイルランドの首座司教」たるアーマー大司教の初代とされる。
パトリキウスは、キリスト教の伝道のためにアイルランドへ行った最初の人物でも、唯一の人物でもなかったが、本格的なキリスト教の歴史開始の象徴となっている。彼は365の教会を建て、12万人が改宗し、2000人の司祭、200人の司教を叙階したと伝えられている。多くの場合、司教を修道院長、司祭を修道士として、教会と修道院が密接に結びついた組織体系を築いたが、これは以後のアイルランドの特徴となった。
著書に『聖パトリックの告白』と『コロティクスの兵士への手紙』があると伝わる。また、「聖パトリックの胸板の祈り」(Saint Patrick's Breastplate) などのラテン語讃歌の作詞者とも言い伝えられている。

## 聖パトリックの日

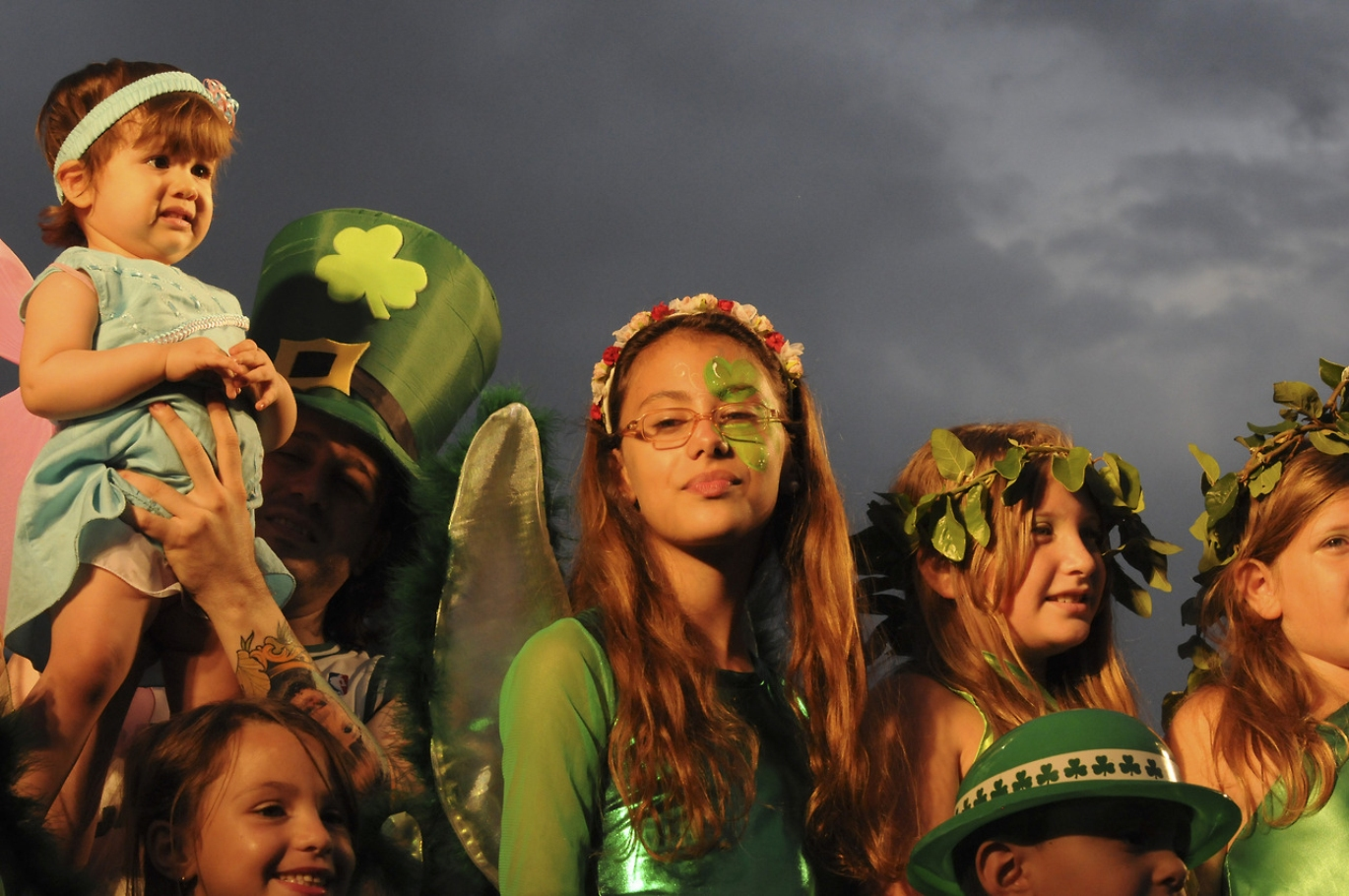
聖パトリックの祝日, ブエノスアイレス (アルゼンチン)

パトリキウスの命日と伝わる3月17日は、西方教会で記念日とされる。現在のカトリック教会では任意の記念日であるが、アイルランドやアイルランド系移民の多い米国、カナダ、オーストラリア等では、「セント・パトリックス・デイ」(St. Patrick's Day) として盛大に祝われている。特に米国では世俗化・一般化して広く普及し、カトリック信徒やアイルランド系移民でない者でも、シャムロックの色でありアイルランドのシンボルカラーでもある「緑」の服を着るなどして、街頭パレードやパブでのライブを伴うこの行事に参加する人も多い。

## 色々な伝説
パトリキウスは伝説の多い人物である。その一部を挙げる。
アイルランドに蛇がいない
アイルランドにヘビがいないことの理由としてパトリキウスの名前が挙げられることがある。かつてアイルランド南部のキラーニーのそばの湖に賢いヘビがおり、パトリキウスはそのヘビと交渉し、箱のなかに閉じ込めて湖の中に投げ捨てたという物語がある。その際「明日になったら出してやる」と約束されたので、「もう明日になったかな？ (Is to-morrow come yet?)」という哀れな声を漁師が聞いたという。また、パトリキウスは太鼓を鳴らして蛇や有害な動物達をアイルランドから海へと追いやり、以後これらの有毒な動物はアイルランドの大地に触れるだけで死に至るようになったともいう。そのためアイルランドの木々さえも毒に対する効能を持ち、ケンブリッジ大学の書物にも「アイルランドの木材で建てられた建築物にはクモが寄り付くことは決してない」とあるほどである。
ドルイドとの力比べ
聖地「タラの丘」へ赴いたパトリキウスは、アイルランド上王の前で在来信仰の神官ドルイドとの法力対決を行った。ドルイドの魔術に対して奇跡を起こし、最後にはドルイドを屈服させたという。また、パトリキウスはドルイド教で火を焚くのが禁じられている日に、丘の上で火を焚いた。アイルランド王は彼を罰しようとしたが、不思議な力により、王はパトリキウスがまことの神から遣わされたことを信じたという。
クロー・パトリック
メイヨー県にはクロー・パトリックという山の頂上に教会があって、パトリキウスは四旬節の40日間にここで断食を行ったといわれ、毎年、何万人もの人が山に巡礼にやってくる。
パトリキウスの死とウイスキー
461年、パトリキウスは臨終の際、友人や信者に「私のことは悲しまず、天国へ行く私のために祝って欲しい、そして心の痛みを和らげるよう、何かの雫を飲むように」と言葉を残した。そのためアイルランドではウイスキーが好まれるようになったという。